# Aleksander Lajovic
Aleksander Lajovic, slovenski skladatelj in pedagog, * 26. maj 1920, Tábor (Češka), † 12. september, 2011, Maribor / Ptuj, Slovenija).

## Življenjepis
Na Akademiji za glasbo v Ljubljani je končal študij kompozicije (v razredu Lucijana Marije Škerjanca, 1950) in dirigiranja (v razredu Danila Švare, 1951). Živel in deloval je v Mariboru; med letoma 1952 in 1980 je deloval kot profesor teoretskih predmetov na Srednji glasbeni šoli v Mariboru, v letih 1984-1989 pa na Pedagoški fakulteti v Mariboru.
Njegov skladateljski slog se giblje v okviru proste tonalnosti, večina njegovih del je instrumentalnih, predvsem komornih skladb.

## Družina
Aleksander je nečak slovenskega skladatelja Antona Lajovica.

## Opus
- Orkester:
  - Suita iz baleta Nevsakdanji dan (1967)
  - Ludi contrapunctici: passacaglia et fuga pro orchestra transmutata (1980)
- Komorna glasba:
  - Nesodobne miniature, za klavir (1948)
  - Sonatina I-II, ta klavir (1954; 1973)
  - Dialog, za trobento in trombon (1973)
  - Dialog, za 2 klarineta (1973)
  - Sonata, za violino in klavir (1977-81)
  - Sonata breve, za violončelo in klavir (1968)
- Vokalna glasba:
  - Misel na ljubico, za sopran in klavir (1954)
  - Preproste popevke, za sopran in klavir (1957-1969)
  - Štirje samospevi, za sopran in klavir (1959)
  - Prihaja zima, za mešani zbor (1975)
- Vokalno-instrumentalna glasba:
  - Pet pesmi iz kitajske lirike, za tenor in komorni orkester (1948)
  - Pisma, z amezzosopran in orkester (1953-1956)
  - Nespečnost, kantata (1961)